# Старочикеево
Старочикеево (баш. Иҫке Сикәй) — село в Шаранском районе Республики Башкортостан Российской Федерации. Входит в состав Мичуринского сельсовета. Возникло в начале XVIII века как деревня Чикеево, с конца XIX века — Старочикеево. Примерно с 1940-х годов обозначается как село. В начале XX века население превышало 500 человек, по состоянию на 2021 год оно составляет 195 человек.

## География

### Географическое положение
Село расположено в северо-восточной части района на правом берегу реки Чикей и на автодороге 80Н-060 «Шаран — Новобалтачево — Андреевка», у границы с Чекмагушевским районом. Расстояние до:
- районного центра (Шаран): 33 км,
- центра сельсовета (Мичуринск): 15 км,
- ближайшей ж/д станции (Туймазы): 75 км.

### Климат
Село, как и весь район, относится к лесостепной зоне, климат характеризуется как умеренно континентальный. Среднегодовая температура воздуха — от 1,5 до 2,0 °С. Средняя температура воздуха самого тёплого месяца (июля) — 19 °C (абсолютный максимум — 40 °C); самого холодного (января) — −15 °C (абсолютный минимум — −49 °C). Среднегодовое количество атмосферных осадков составляет 429 мм с колебаниями от 415 до 580 мм, наибольшее количество выпадает летом и осенью. Распределение их по годам и по периодам года крайне неравномерное. Продолжительность снежного покрова в среднем 180 дней.
| Показатель                                                  | Янв. | Фев. | Март | Апр. | Май | Июнь | Июль | Авг. | Сен. | Окт. | Нояб. | Дек. |
| ----------------------------------------------------------- | ---- | ---- | ---- | ---- | --- | ---- | ---- | ---- | ---- | ---- | ----- | ---- |
| Средний суточный максимум, °C                               | −9   | −7   | 0    | 11   | 19  | 23   | 25   | 23   | 16   | 8    | −1    | −7   |
| Средний суточный минимум, °C                                | −16  | −15  | −9   | 1    | 7   | 11   | 14   | 12   | 7    | 1    | −6    | −13  |
| Норма осадков, мм                                           | 30   | 28   | 33   | 37   | 49  | 65   | 50   | 46   | 49   | 52   | 40    | 38   |
| Источник: Климат Старочикеево. Дата обращения: 29 мая 2025. |      |      |      |      |     |      |      |      |      |      |       |      |

## История
Село основано предположительно башкирами как деревня Чикеево Кыр-Еланской волости Казанской дороги, известная с начала XVIII века и названная по имени первопоселенца Чикея Утягулова. По договору 1776 года о припуске здесь также поселились марийцы. Через какое-то время башкиры переселились из деревни. По истечении срока припуска договор был продлён в 1812 году.
По VIII ревизии 1834 года — деревня 4-го тептярского стана Белебеевского уезда Оренбургской губернии. Марийцы, входившие в сословие тептярей, владели землёй совместно с башкирами-вотчинниками.
В конце 1865 года — деревня Чикеева 4-го стана Белебеевского уезда Уфимской губернии при речке Чикейке. Жители занимались сельским хозяйством и пчеловодством. В конце XIX века появился выселок под названием Ново-Чикеево, после чего деревня стала называться Старо-Чикеево (Старочикеево).
В 1895 году — деревня Старая Чикеева Каръявдинской волости V стана Белебеевского уезда. Имелись черемисское училище, мукомольная мельница и конная обдирка. По описанию, данному в «Оценочно-статистических материалах», деревня находилась в равнине при реке Чикай, протекающей по наделу с юго-запада на северо-восток и впадающей в реку Рукман в северном углу надела. На юго-востоке надел граничил с речкой Зирикла, впадающей также в Рукман. Все реки были пригодны для устройства мельниц. Надел находился в одном месте вокруг селения. В последнее время усадьба увеличилась за счёт пашни, а пашня увеличилась на 65 десятин за счёт леса. Поля были в равнине с пологим склоном на юго-восток, до 2 вёрст от селения. Почва — в основном чернозём (522 десятины), а также супесчаная (201 десятина). В полях были два оврага, берега которых были покрыты растительностью. На юге от селения по ровному месту находился лес. У пяти домохозяев было по нескольку пеньков пчёл, также жители зимой занимались извозом, получая по 1 рублю с воза в 18 пудов за 90 вёрст. В 1905 году показаны бакалейная лавка и министерская школа.
По данным подворной переписи, проведённой в уезде в 1912—13 годах, деревня Старо-Чикеева входила в состав Старо-Чикеевского сельского общества Каръявдинской волости. 14 хозяйств из 94 не имели надельной земли. Количество надельной земли составляло 1259 казённых десятин (из неё 225,30 десятин сдано в аренду 56 хозяйствами), в том числе 28 десятин усадебной земли, 1112 десятин пашни и залежи, 25 — выгона, 30 — сенокоса, 50 — леса и 14 — неудобной земли. Также 256,71 десятин земли было арендовано единолично у крестьян 27 хозяйствами. Посевная площадь составляла 474,45 десятины, из неё 238,12 десятины занимала рожь, 90,11 — овёс, 58,60 — греча, 34,08 — горох, 31,20 — просо, 20,37 — пшеница, в незначительных количествах (всего 1,97 десятины) сеяли картофель, полбу и коноплю. Из скота имелась 216 лошадей, 246 голов крупного рогатого скота, 760 овец и 139 коз, также 6 хозяйств держали 46 ульев пчёл. 6 человек занимались промыслами.
В 1923 году произошло укрупнение волостей, и деревня вошла в состав Резяповской волости Белебеевского кантона Башкирской АССР.
В 1930 году в республике было упразднено кантонное деление, образованы районы. Деревня вошла в состав Бакалинского района, затем — в составе Чекмагушевского, а с 1935 года — в составе вновь образованного Шаранского района. В то время деревня входила в состав колхоза «Ужара». В 1939 году — деревня Старо-Чикеево, единственный населённый пункт Старо-Чикеевского сельсовета Шаранского района. В 1940 году этот сельсовет вошёл в состав Папановского сельсовета.
В 1950 году колхоз «Ужара» вошёл в состав колхоза «Юность» с центром в деревне Три Ключа, а в июне 1951 года Старо-Чикеево было передано в состав Триключинского сельсовета. С начала 1950-х годов населённый пункт отмечается как село. В 1960 году село вошло в состав большого совхоза «Мичуринский».
В начале 1963 года в результате реформы административно-территориального деления село было включено в состав Туймазинского сельского района, с марта 1964 года — в составе Бакалинского, с 30 декабря 1966 года — вновь в Шаранском районе. По переписи 1970 года село Старочикеево вновь входило в состав Папановского сельсовета.
В мае 1992 года Папановский сельсовет вместе с селом Старочикеево вошёл в состав Мичуринского. В 1999 году село по-прежнему входило в состав совхоза «Мичуринский».

## Население
| Год  | Методика              | Жителей | Мужчин | Женщин | Дворов | Преобладающие национальности/сословия                  | Источники            |
| ---- | --------------------- | ------- | ------ | ------ | ------ | ------------------------------------------------------ | -------------------- |
| 1783 | IV ревизия            | 90      | 49     | 41     | н/д    | н/д                                                    | [ 9 ] [ 27 ]         |
| 1795 | V ревизия             | 97      | 44     | 53     | 15     | н/д                                                    | [ 9 ] [ 27 ] [ 8 ]   |
| 1816 | VII ревизия           | н/д     | 77     | н/д    | 20     | н/д                                                    | [ 9 ] [ 27 ]         |
| 1834 | VIII ревизия          | н/д     | 99     | н/д    | н/д    | тептяри                                                | [ 9 ] [ 10 ]         |
| 1859 | X ревизия             | 221     | 107    | 114    | 40     | припущенники                                           | [ 9 ] [ 27 ] [ 28 ]  |
| 1865 | текущий учёт          | 241     | 130    | 111    | 46     | 237 черемисов и 4 башкира                              | [ 11 ]               |
| 1895 | текущий учёт          | 413     | 215    | 198    | 71     | н/д                                                    | [ 12 ]               |
| 1902 | сведения земства      | н/д     | 142    | н/д    | 84     | припущенники военного звания                           | [ 29 ]               |
| 1905 | текущий учёт          | 449     | 208    | 241    | 74     | н/д                                                    | [ 14 ]               |
| 1912 | подворная перепись    | 518     | 268    | 250    | 94     | припущенники из черемисов                              | [ 15 ]               |
| 1917 | с/х перепись          | 521     | н/д    | н/д    | 92     | все мари                                               | [ 30 ]               |
| 1920 | перепись              | 508     | 247    | 261    | 99     | н/д                                                    | [ 16 ]               |
| 1920 | перепись              | 552     | н/д    | н/д    | 102    | все марийцы                                            | [ 31 ]               |
| 1925 | подготовка к переписи | н/д     | н/д    | н/д    | 96     | н/д                                                    | [ 16 ]               |
| 1939 | перепись              | 430     | 201    | 229    | н/д    | н/д                                                    | [ 20 ]               |
| 1959 | перепись              | 359     | 147    | 212    | н/д    | марийцы                                                | [ 32 ] [ 33 ]        |
| 1970 | перепись              | 362     | 171    | 191    | н/д    | марийцы                                                | [ 25 ] [ 34 ]        |
| 1979 | перепись              | 310     | 150    | 160    | н/д    | марийцы                                                | [ 35 ] [ 36 ]        |
| 1989 | перепись              | 276     | 138    | 138    | н/д    | марийцы                                                | [ 37 ] [ 38 ] [ 26 ] |
| 2002 | перепись              | 245     | 129    | 116    | н/д    | марийцы (97 %)                                         | [ 38 ] [ 39 ]        |
| 2010 | перепись              | 218     | 123    | 95     | н/д    | н/д                                                    | [ 40 ]               |
| 2021 | перепись              | 195     | н/д    | н/д    | н/д    | 182 марийца, 7 русских, 3 узбека, 2 чуваша и 1 татарин | [ 41 ]               |

## Инфраструктура
В 2006—2016 годах село входило в состав КФХ «Шаран-Агро», действовала молочно-товарная ферма. Ведётся новое жилое строительство, построен социально-культурный центр, где размещаются сельский клуб с библиотекой и фельдшерско-акушерский пункт. До недавнего времени работала начальная школа. Действует магазин «Лидия». Почтовое отделение расположено в деревне Юность.
Село электрифицировано и газифицировано, имеется водопровод (скважина пробурена в 1965 году), централизованная канализация отсутствует. Единственная улица — Центральная, протяжённость улично-дорожной сети составляет 2,40 км. В центре села имеется автобусная остановка маршрутов «Шаран — Уфа» и др. К северо-западу от села расположено кладбище площадью 0,97 га.

### Комментарии
1. ↑  По официальным данным переписи.
2. ↑  По данным современного подсчёта по сохранившимся подворным карточкам.
3. ↑  При этом все жители деревни использовали русский язык, 190 — марийский язык, 52 — татарский, 2 — чувашский язык, по 1 — узбекский и английский